# Ma mère, moi et ma mère
Pour plus de détails, voir Fiche technique et Distribution.
Ma mère, moi et ma mère ou N'importe où sauf ici au Québec (titre original : Anywhere But Here) est un film américain réalisé par Wayne Wang sorti en 1999 aux États-Unis et en France en 2000. 
Cette comédie dramatique a pour principaux interprètes Natalie Portman et Susan Sarandon. Elle est l'adaptation du roman Anywhere But Here de Mona Simpson (1986).

## Synopsis
Adele August, femme exubérante et irresponsable, aspire à un avenir meilleur pour sa fille Ann que celui qu'elle aura à Bay City. Elle décide donc de partir vivre à Beverly Hills. Ann, nostalgique de sa ville natale, ne supporte pas l'idée d'être loin de ses amis. Mais forte de sa personne, elle suit et soutient sa mère dans toutes les circonstances, même les plus orageuses. Les deux femmes, toutes opposées qu'elles sont, apprennent au fil du temps à se supporter, à s'estimer et à s'aimer.

## Fiche technique
- Titre original : Anywhere But Here
- Réalisation : Wayne Wang
- Scénario : Alvin Sargent
- Photo : Roger Deakins
- Musique : Danny Elfman
- Producteur : Laurence Mark (en), Petra Alexandria, Ginny Nugent
- Société de production : 20th Century Fox
- Distribution : UFD, France
- Budget : 23 000 000 $
- Pays d'origine : États-Unis
- Langue : Anglais
- Format : 35mm (2,35:1)
- Genre : Comédie dramatique
- Durée : 114 minutes
- Date de sortie : 
  - États-Unis : 12 septembre 1999 (Festival international du film de Toronto)
  - États-Unis : 12 novembre 1999
  - France : 12 janvier 2000

## Distribution
- Susan Sarandon (VF : Béatrice Delfe) : Adele August
- Natalie Portman (VF : Sylvie Jacob) : Ann August
- Ray Baker : Ted
- Bonnie Bedelia : Carol
- Shawn Hatosy : Benny
- Corbin Allred (VF : Vincent Ropion) : Peter
- Thora Birch : Mary
- Caroline Aaron : Gail
- Ashley Johnson (VF : Jackie Berger) : Sarah
- Mary Ellen Trainor : la riche propriétaire

## Réception

### Critiques
Le film reçoit des critiques mitigées, de la part des spectateurs comme des professionnels, avec une moyenne de 5,9/10 sur IMDb.com et 2,6/5 sur AlloCiné.com. La plupart des critiques conviennent que les très bonnes performances des deux actrices principales permettent au film d'être intéressant à regarder malgré un certain classicisme.

### Box-Office
Le film a récolté 18 600 000 $ aux États-Unis lors de son exploitation en salle.